# Agua de Dios
Agua de Dios est une municipalité située dans le département de Cundinamarca, en Colombie.